# Steve Brown (Brits darter)
Stephen Brown (Bristol, 25 januari 1981) is een Engelse dartsspeler.

## Resultaten op Wereldkampioenschappen

### PDC
- 2008: Laatste 64 (verloren van Chris Mason met 1-3)
- 2010: Laatste 64 (verloren van James Wade met 1-3)
- 2011: Laatste 32 (verloren van Terry Jenkins met 1–4)
- 2012: Laatste 64 (verloren van Devon Petersen met 2-3)
- 2013: Laatste 64 (verloren van Terry Jenkins met 0–3)
- 2014: Laatste 64 (verloren van Andy Smith met 1-3)

## Resultaten op de World Matchplay
- 2010: Laatste 16 (verloren van Simon Whitlock met 10-13)
- 2011: Laatste 32 (verloren van Raymond van Barneveld met 3-10)